# مكسر فضل علي (مودية)

تعديل مصدري - تعديل

مكسر فضل علي هي إحدى قرى عزلة مودية بمديرية مودية التابعة لمحافظة أبين، بلغ تعداد سكانها 165 نسمة حسب تعداد اليمن لعام 2004.